# 伊勢市立厚生小学校
伊勢市立厚生小学校（いせしりつこうせいしょうがっこう）は、三重県伊勢市一志町にある公立小学校。

## 概要
- 校名の「厚生」は、『書経』の一節『正徳利用厚生惟和』から名づけられた。
- 校地面積：8,489m2
- 構成
  - 校舎：鉄筋4階建 面積 5,349m2
  - 運動場：面積 4,530m2
  - 屋内運動場：面積 948m2
  - プール：敷地面積 1,125m2

## 沿革
- 1874年（明治7年）2月3日 - 一志久保、大世古、曽禰、八日市場、下中之郷の5ヶ町が合併して曽禰学校が創立する。
- 1874年（明治7年）3月 - 前野（今の豊川町）、田中中世古（今の本町）、宮後、一之木の4ヶ町が合併して館学校が創立する。
- 1874年（明治7年）4月 - 曽禰学校から下中之郷町が分かれる。（下中之郷学校へ）
- 1875年（明治8年）4月 - 館学校が前野学校に改称する。
- 1875年（明治8年）8月 - 曽禰学校から八日市場、一志久保が分かれて藤岡学校が創立する（間もなく八日市場学校に改称する）。前野学校から宮後、一之木が分かれて、それぞれ宮後学校、一之木学校が創立する。
- 1877年（明治10年） - 前野学校が豊川学校に改称する。
- 1878年（明治11年）5月 - 豊川学校から田中中世古町が分かれて宮後学校に合併する。
- 1883年（明治16年）11月 - 曽禰学校と八日市場学校が合併して中正学校が創立する。豊川学校、一之木学校、宮後学校が合併して宋甽学校（そうけん―）が創立する。
  - 校名「宋甽」の由来は、宮後のウ冠と一之木の木をとり「宋」、田中中世古の田と豊川の川をとり「甽」と名づけたものである。
- 1884年（明治17年）7月1日 - 中正学校と宋甽学校が合併して厚生学校が創立する。
- 1887年（明治20年）4月 - 厚生尋常小学校と改称する。
- 1893年（明治26年）10月 - 現在地に校舎を新築移転する。
- 1911年（明治44年）3月 - 宇治山田市第七尋常小学校と改称する。
- 1928年（昭和3年）6月 - 厚生尋常高等小学校と改称する。
- 1931年（昭和6年）4月1日 - 鉄筋校舎が落成する。
- 1941年（昭和16年）4月1日 - 国民学校令の施行に伴い、宇治山田市厚生国民学校と改称する。
- 1945年（昭和20年）7月28日 - 宇治山田空襲により、木造校舎が焼失する[1]。
- 1947年（昭和22年）4月1日 - 学校教育法の施行に伴い、宇治山田市立厚生小学校と改称する。
- 1948年（昭和23年）12月 - 木造校舎を建築する。
- 1951年（昭和26年）11月24日 - 昭和天皇が行幸（昭和天皇の戦後巡幸）[2]。
- 1952年（昭和27年）6月 - 講堂を建築する。
- 1954年（昭和29年）8月 - 南校舎を建築する。
- 1962年（昭和37年）6月 - 鉄筋校舎を改築する。
- 1963年（昭和38年）5月 - 特殊学級を設置する。
- 1984年（昭和59年）3月30日 - 屋内運動場が完成する。
- 1995年（平成7年）8月 - 校舎改築工事が完了する。
- 1997年（平成9年）8月25日 - プールが完成、完工式を挙行する。
- 2004年（平成16年）4月1日 - 3学期制から2学期制に移行する。
- 2012年（平成24年）8月25日 - 西村幸生（厚生小出身）と沢村栄治（明倫小出身）の両投手にちなみ、厚生小と明倫小のスポーツ少年団による野球大会を明倫小で開催[3]。高学年・低学年の部ともに厚生小がそれぞれ14-0、20-3で勝利した[3]。

## 周辺
- 月夜見宮・高河原神社
- 伊勢神宮豊受大神宮（外宮）

## 著名な卒業生
- 西村幸生（元阪神タイガース投手）
- 楠田枝里子（司会者）
- 野口みずき（マラソン選手、アテネ五輪金メダリスト）
- 福永活也（ワタナベエンターテインメントグループ所属タレント、弁護士、登山家等）
- 寺田光輝（石川ミリオンスターズ投手）
- 中村弘道（元南海ホークス、中日ドラゴンズ投手）
- 三宅俊光（総務省行政管理局長、財務省大臣官房審議官）

## 交通アクセス
- 伊勢自動車道 伊勢西インターチェンジから約2.3km
- JR東海参宮線 近鉄山田線 伊勢市駅より約500m、徒歩約6分
- 三重交通バス 伊勢市駅前の旧三交百貨店伊勢店バスターミナルより、西向き方面行きバスに乗車、「新道」バス停下車から約250m、徒歩3分
- 伊勢市コミュニティバス（おかげバス）御薗ルート 「厚生小学校前」下車